# Луиза Анна Великобританская
Луи́за А́нна Великобрита́нская (англ. Louisa Anne of Great Britain) также Луи́за А́нна Уэ́льская (англ. Louisa Anne of Wales; 19 марта 1749, Лондон — 13 мая 1768, там же) — британская принцесса, дочь принца Уэльского Фредерика и Августы Саксен-Готской, младшая сестра короля Георга III.

## Биография
Родилась 19 марта 1749 года в Лестер-хаусе, лондонской резиденции принца Уэльского, и была седьмым ребёнком и третьей дочерью из девяти детей Фредерика, принца Уэльского, и Августы Саксен-Готской. По отцу Луиза Анна была внучкой короля Великобритании Георга II и Каролины Бранденбург-Ансбахской, по матери — Фридриха II, герцога Саксен-Гота-Альтенбургского, и Магдалены Августы Ангальт-Цербской; по матери принцесса также приходилась троюродной племянницей императрице Екатерине II. С рождения и до смерти принцесса именовалась Её Королевское высочество принцесса Луиза Анна. Девочка была крещена 11 апреля в Лестер-хаусе. Восприемниками при крещении стали её дядя Фридрих II, ландграф Гессен-Касселя, а также тетки Луиза, королева Дании, и Анна, принцесса Оранская; всех их на церемонии представляли другие члены семьи.

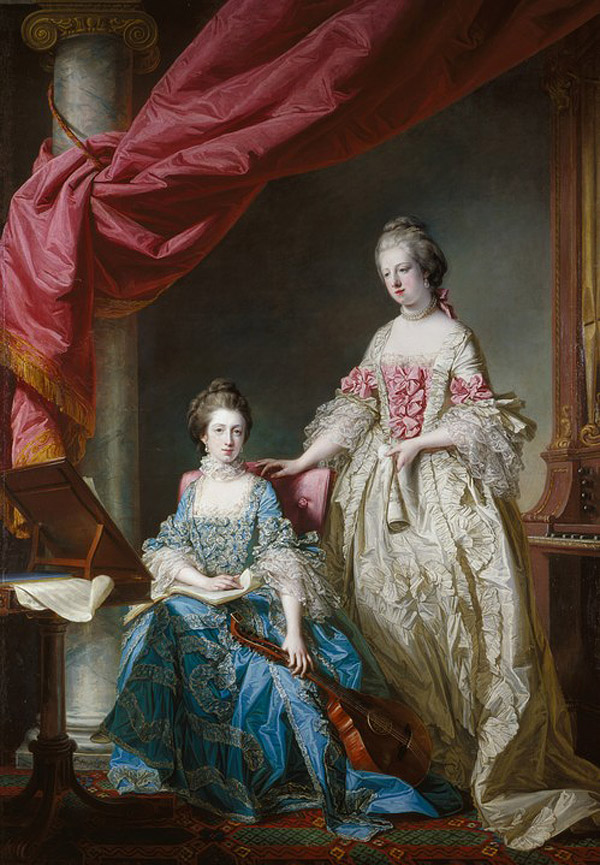
Луиза Анна с любимой сестрой Каролиной Матильдой.
Фрэнсис Котс, 1767

Отец принцессы умер, когда ей было около двух лет; мать девочки всецело посвятила себя воспитанию детей. Августа Саксен-Готская воспитывала своих детей в уединённой семейной атмосфере вдали от королевского двора и его строгого этикета. В силу этих обстоятельств принцесса совершенно не интересовалась политикой и придворными интригами. Большую часть времени семья проводила в Лестер-хаусе, однако на праздники Августа с детьми выезжала в Кью. Наиболее близка Луиза Анна была с сестрой Каролиной Матильдой, которая была младше всего на два года. Вместе с тем, у сестёр были разные увлечения: Каролина Матильда предпочитала игры на свежем воздухе и верховую езду, а Луиза Анна, с рождения отличавшаяся слабым здоровьем, увлекалась более спокойными занятиями, например музыкой.
В 1764 году между датским и британским королевскими домами была достигнута договорённость о браке между наследником датского престола принцем Кристианом и одной из британских принцесс. Кристиан был сыном короля Фредерика V и Луизы Великобританской и, таким образом, приходился Луизе Анне двоюродными братом: отец принцессы и мать Кристиана были родными братом и сестрой. Первоначально на роль будущей королевы Дании и Норвегии рассматривалась именно Луиза Анна, однако в силу своего слабого здоровья, она скорее всего не прожила бы долго и не смогла бы произвести на свет здоровое потомство, о чём был проинформирован датский делегат граф фон Ботмер, и потому в жёны принцу была выбрана её младшая сестра Каролина Матильда.
В том же 1764 году Луизе Анне поступило ещё одно предложение о браке — на этот раз от Адольфа Фридриха, герцога Мекленбург-Стрелицкого, который был родным братом королевы Шарлотты — жены Георга III. Луиза Анна не горела желанием покидать родной дом, а сам герцог, узнав о слабом здоровье принцессы, отказался от этого брака.
По сообщениям современников, к тому времени, как её любимая сестра покинула Великобританию в 1766 году, здоровье Луизы Анна ещё больше ухудшилось из-за прогрессировавшей формы туберкулёза, который, в итоге, сделал из принцессы инвалида. Луиза Анна умерла в Карлтон-хаусе 13 мая 1768 года и была похоронена в Вестминстерском аббатстве.